# Benjamin Sheares
Benjamin Henry Sheares (12 augustus 1907 – 12 mei 1981) was een Singaporees arts en politicus. Hij diende van 1971 tot zijn dood als tweede president van Singapore.
Sheares werd geboren uit het huwelijk van een Britse vader en een Aziatische moeder. Hij studeerde geneeskunde in Singapore en werkte daarna als gynaecoloog. Nadat president Yusof bin Ishak op 23 november 1970 was overleden, legde Sheares op 2 januari 1971 de eed af als president. Hij behoorde niet tot een politieke partij. Hij stierf tijdens zijn derde ambtstermijn en werd opgevolgd door Devan Nair.

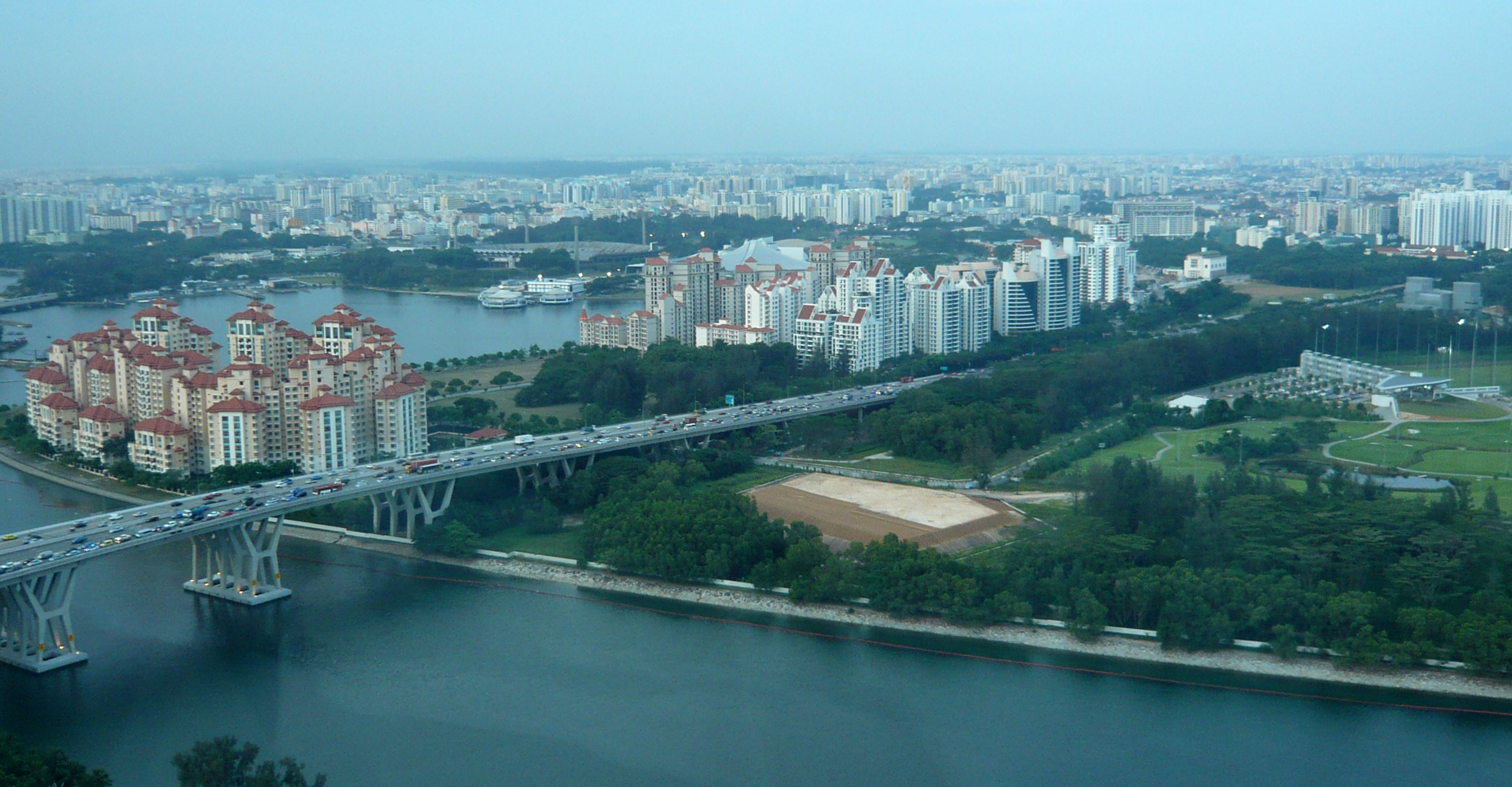
De Benjamin Sheares Bridge in Singapore werd naar hem vernoemd

Yusof Ishak · Benjamin Sheares · Devan Nair · Wee Kim Wee · Ong Teng Cheong · Sellapan Ramanathan · Tony Tan Keng Yam · Halimah Yacob · Tharman Shanmugaratnam